# رافائيل إيتان
رفائيل ايتان (بالعبرية: רפאל "רפול" איתן)‏ (11 يناير 1929 - 23 نوفمبر 2004) هو وزير إسرائيلي سابق ورئيس هيئة الأركان سابق. توفي غرقًا في بحر إسدود في 23 نوفمبر 2004.

## حياته العسكرية
انضم سنة 1946 إلى البلماح وخلال حرب العام 1948 عمل في كتيبة هرئيل التي أوكلت إليها مهمة شق الطريق باتجاه القدس لاحتلالها. قاد خلال العدوان الثلاثي على مصر وحدة عسكرية وكان من أوائل الذين عبروا ممر الميتلا في شبه جزيرة سيناء. أُصيب بجروح بالغة خلال حرب الأيام الستة على جبهة سيناء. تولّى قيادة فرقة عسكرية خلال حرب 1973 على الجبهة مع سوريا، حيث قامت فرقته بوقف تقدم الفرق السورية، وتقديراً لإنجازاته العسكرية خلال الحرب تمت ترقيته إلى درجة جنرال، وعُيِّن قائداً للقيادة الشمالية في الجيش الإسرائيلي.
عُيِّن بعد ذلك في منصب رئيس شعبة العمليات الحربية للجيش الإسرائيلي، ثم عُيِّن رئيساً لهيئة الأركان العامة للجيش بين 7891- 1983، وخلال فترة رئاسته لهيئة الأركان شارك في التخطيط للهجوم على مفاعل تموز الذري العراقي كما شارك في تخطيط الاجتياح على لبنان.
قام بتأسيس شبيبة رفول داخل الجيش المتكونة من شبّان يهود هامشيين والذين لم توفر لهم أطر النجاح. عارضه كثير من السياسيين في خطوته هذه معللين أنهم سيخفضّو من مستوى الجيش لميلهم إلى المشاغبات ولكنه نال تأييد رئيس وزراء إسرائيل مناحيم بيغن. ساهم كذلك في الإعلان عن البرنامج العسكري لإنتاج الأسلحة والمعدات الحربية وهو البرنامج المعروف باسم لافي.
على إثر مذبحة صبرا وشاتيلا وجّهت إليه لجنة كاهان, التي كلفت للتحقيق عن مسؤولية الجيش الإسرائيلي في المجزرة، لوماً شديداً، وأشار تقرير اللجنة أن إيتان لم يتخذ الإجراءات اللازمة للحيلولة دون حصول المذابح، ولم يتصرف بالشكل اللائق الذي يجب أن يتحلّى به قائد عسكري، ولكن اللجنة لم تتخذ أي قرار فعلي بفصل إيتان أو إصدار أية توصية قانونية بحقه، لأن مهمته كرئيس لهيئة الأركان كانت على وشك الانتهاء.

## مسيرته السياسية
انخرط في السياسة بعد خروجه من الجيش فقام بتأسيس سنة 1983 حزب تسوميت والذي يعني بالعبرية مفترق. اتحد حزبه سنة 1984 مع مع حزب هتحيا بقيادة غئولا كوهين للمشاركة في انتخابات الكنيست الحادية عشرة، ولكنه انفصل عن هذا الاتحاد العام 1987 بعد وقوع خلافات بينه وبين غئولا.
تمكّن من الفوز في انتخابات الكنيست الثانية عشرة والثالثة عشرة وتولّى رئاسة لجنة مكافحة المخدرات ومن ثم منصب وزير الزراعة بين 90 و1991. خاض انتخابات عام 1996 في تحالف متكون من حزبه مع أحزاب الليكود وغيشر وتولّى إيتان منصب نائب رئيس الحكومة ووزارتي الزراعة وشؤون البيئة. وجهت إليه النيابة العامة تهمة الاستفادة من وثائق الجيش الإسرائيلي لأغراض سياسية تخصه فجرت عملية نزع حصانته وتقديمه للمحاكمة في أواخر العام 1996 إلا أن المحكمة برّأت ساحته من هذه التهمة، وأُعيدت إليه حصانته البرلمانية، ومع اقتراب انتخابات الكنيست الخامسة عشرة سنة 1999 شرع في مفاوضات مع حزب الليكود لخوض الانتخابات معا إلا أن الليكود رفضت ضمه إلى القائمة الانتخابية، فخاض الانتخابات في قائمة تسوميت بشكل مستقل وخسر في الانتخابات فأعلن إيتان عن اعتزاله الحياة السياسية العامة وعاد للعمل الزراعي في تل عدشيم.
كان إيتان ممنوعًا من دخول الولايات المتحدة الأميركية لتورطه في قضية تجسس صناعي، ومشاريع تجارية في كوبا.

## وصلات خارجية
1. 1 2 3 4 5 6 7 8 9  من موقع مدار نسخة محفوظة 15 ديسمبر 2019 على موقع واي باك مشين.
2. ↑  الاحزاب العربية تهزم استطلاعات الرأي وتزيد من قوتها  نسخة محفوظة 31 مارس 2017 على موقع واي باك مشين.